# Glaphyra taiwana
Glaphyra taiwana là một loài bọ cánh cứng trong họ Cerambycidae.